# Menacella reticularis
Menacella reticularis is een zachte koraalsoort uit de familie Plexauridae. De koraalsoort komt uit het geslacht Menacella. Menacella reticularis werd in 1870 voor het eerst wetenschappelijk beschreven door Gray. 